# Vlagyimir Alekszandrovics Krjucskov
Vlagyimir Alekszandrovics Krjucskov (oroszul: Владимир Александрович Крючков; Caricin, 1924. február 29. – Moszkva, 2007. november 23.) orosz nemzetiségű szovjet jogász és diplomata, a Szovjetunió Kommunista Pártja Politikai Bizottságának tagja, 1988–1991 között a KGB elnöke. 1955 és 1959 között a budapesti szovjet nagykövetség harmadtitkára volt, és részt vett az 1956-os forradalom leverésének szervezésében.
Kezdetben a szovjet igazságszolgáltatásban dolgozott ügyészségi nyomozóként, majd a Szovjetunió Külügyminisztériuma diplomáciai akadémiáját elvégezve diplomata lett. A külföldi szolgálatban töltött évei alatt találkozott Jurij Andropovval, aki a fő patrónusa lett. 1974-től 1988-ig a KGB külföldi hírszerző ágát, az Első Főcsoportfőnökségot (PGU) vezette. Ezekben az években ez a részleg is részt vett a különféle kommunista, szocialista és antikoloniális mozgalmak támogatásában és finanszírozásában szerte a világon, amelyek közül néhány hatalomra is került hazájukban és létrehoztak szovjetbarát kormányokat. Ezen felül a Krjucskov vezetése alatt a Főcsoportfőnökség nagy diadalokat könyvelhetett el, emberei beépültek nyugati hírszerző ügynökségekbe, értékes tudományos és műszaki információval és dezinformációs módszerekkel gazdagodtak, de az aktív intézkedéseket is tökéletesítették. Ugyanakkor csökkent a nyugat-európai kommunista pártokra ható befolyásolási képessége is. Felelős szerepe volt Afganisztán megtámadásában.
1988 és 1991 között Krjucskov a KGB 7. elnökeként szolgált, ő volt a sikertelen augusztusi puccs, majd az Állami Rendkívüli Bizottság vezetője.

## Fordítás
- Ez a szócikk részben vagy egészben  a   Vladimir Kryuchkov című angol Wikipédia-szócikk ezen változatának fordításán alapul.  Az eredeti cikk szerkesztőit annak laptörténete sorolja fel. Ez a jelzés csupán a megfogalmazás eredetét és a szerzői jogokat jelzi, nem szolgál a cikkben szereplő információk forrásmegjelöléseként.